# Amphilius rheophilus
Amphilius rheophilus е вид лъчеперка от семейство Amphiliidae. Видът е незастрашен от изчезване.

## Разпространение
Разпространен е в Гамбия, Гвинея, Гвинея-Бисау, Либерия, Мали, Нигер, Нигерия, Сенегал и Сиера Леоне.

## Описание
На дължина достигат до 12,2 cm.